# Bahnstrecke Nové Zámky–Šurany
| Kursbuchstrecke (ZSSK): | 150, 151             |                                |                                |
| Streckenlänge: | 10,489 km            |                                |                                |
| Spurweite: | 1435 mm (Normalspur) |                                |                                |
| Streckenklasse: | D4                   |                                |                                |
| Stromsystem: | 25 kV, 50 Hz ~       |                                |                                |
| Streckengeschwindigkeit: | 100 km/h             |                                |                                |
| |                      |                                |                                |
| \| \| \| von Komárom \| \| \| \| \| von Budapest-Nyugati \| \| \| \| 0,000 \| Nové Zámky früher Érsekújvár \| Nové Zámky früher Érsekújvár \| \| \| \| nach Bratislava hlavná stanica \| \| \| \| 6,090 \| výhybňa Bánov früher Bánkeszi \| výhybňa Bánov früher Bánkeszi \| \| \| \| von Palárikovo \| \| \| \| 10,489 \| Šurany früher Nagysurány \| Šurany früher Nagysurány \| \| \| \| nach Veľké Bielice \| \| \| \| \| nach Topoľčianky \| \| |                      |                                |                                |
| Strecke |                      | von Komárom                    | von Komárom                    |
| Abzweig geradeaus und von rechts |                      | von Budapest-Nyugati           | von Budapest-Nyugati           |
| Bahnhof | 0,000                | Nové Zámky früher Érsekújvár   | Nové Zámky früher Érsekújvár   |
| Abzweig geradeaus und nach links |                      | nach Bratislava hlavná stanica | nach Bratislava hlavná stanica |
| Bahnhof | 6,090                | výhybňa Bánov früher Bánkeszi  | výhybňa Bánov früher Bánkeszi  |
| Abzweig geradeaus und von links |                      | von Palárikovo                 | von Palárikovo                 |
| Bahnhof | 10,489               | Šurany früher Nagysurány       | Šurany früher Nagysurány       |
| Abzweig geradeaus und nach links |                      | nach Veľké Bielice             | nach Veľké Bielice             |
| Strecke |                      | nach Topoľčianky               | nach Topoľčianky               |

Die Bahnstrecke Nové Zámky–Šurany ist eine regionale Eisenbahnverbindung in der Slowakei. Sie zweigt in Nové Zámky von der Bahnstrecke Bratislava–Budapest ab und führt im Tal der Žitava nach Šurany. 

## Geschichte

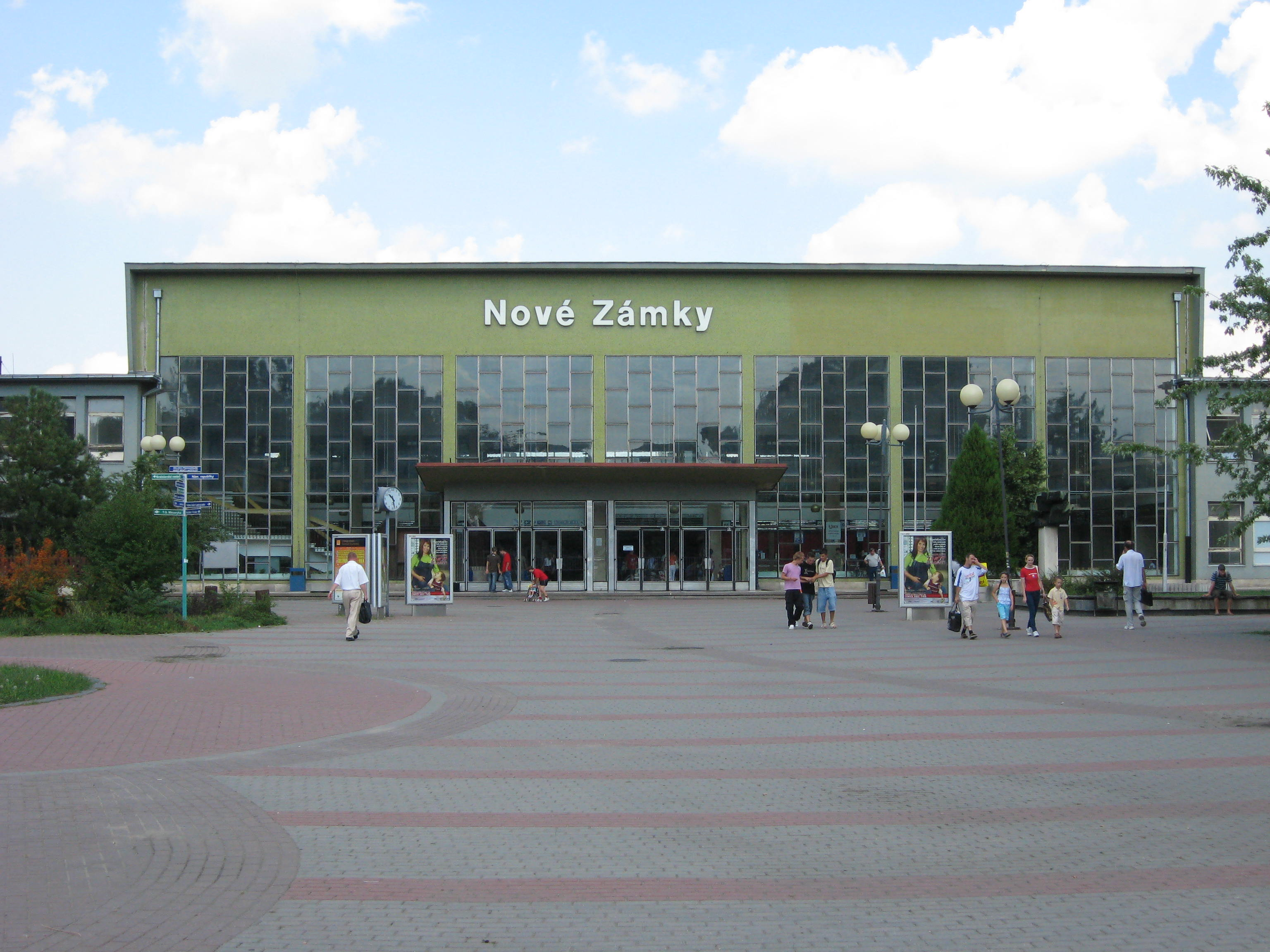
Bahnhof Nové Zámky (2007)

Die Strecke wurde am 7. Dezember 1900 durch die Königlich Ungarischen Staatsbahnen (MÁV) eröffnet. Sie ermöglichte fortan direkte Zugfahrten von Érsekújvár (Nové Zámky) nach Kistapolcsány (Topoľčianky) ohne Umweg über Tótmegyer (Palárikovo). Der Sommerfahrplan von 1912 wies insgesamt vier gemischte Zugpaare zwischen Érsekújvár und Kistapolcsány aus, die für diese Relation etwa drei Stunden benötigten.
Nach dem Zerfall Österreich-Ungarns im Oktober 1918 und der Gründung des neuen Staates Tschechoslowakei ging die Strecke an die neu gegründeten Tschechoslowakischen Staatsbahnen (ČSD) über. Die ungarischen Betriebsstellennamen wurden in der Folge durch slowakische ersetzt.

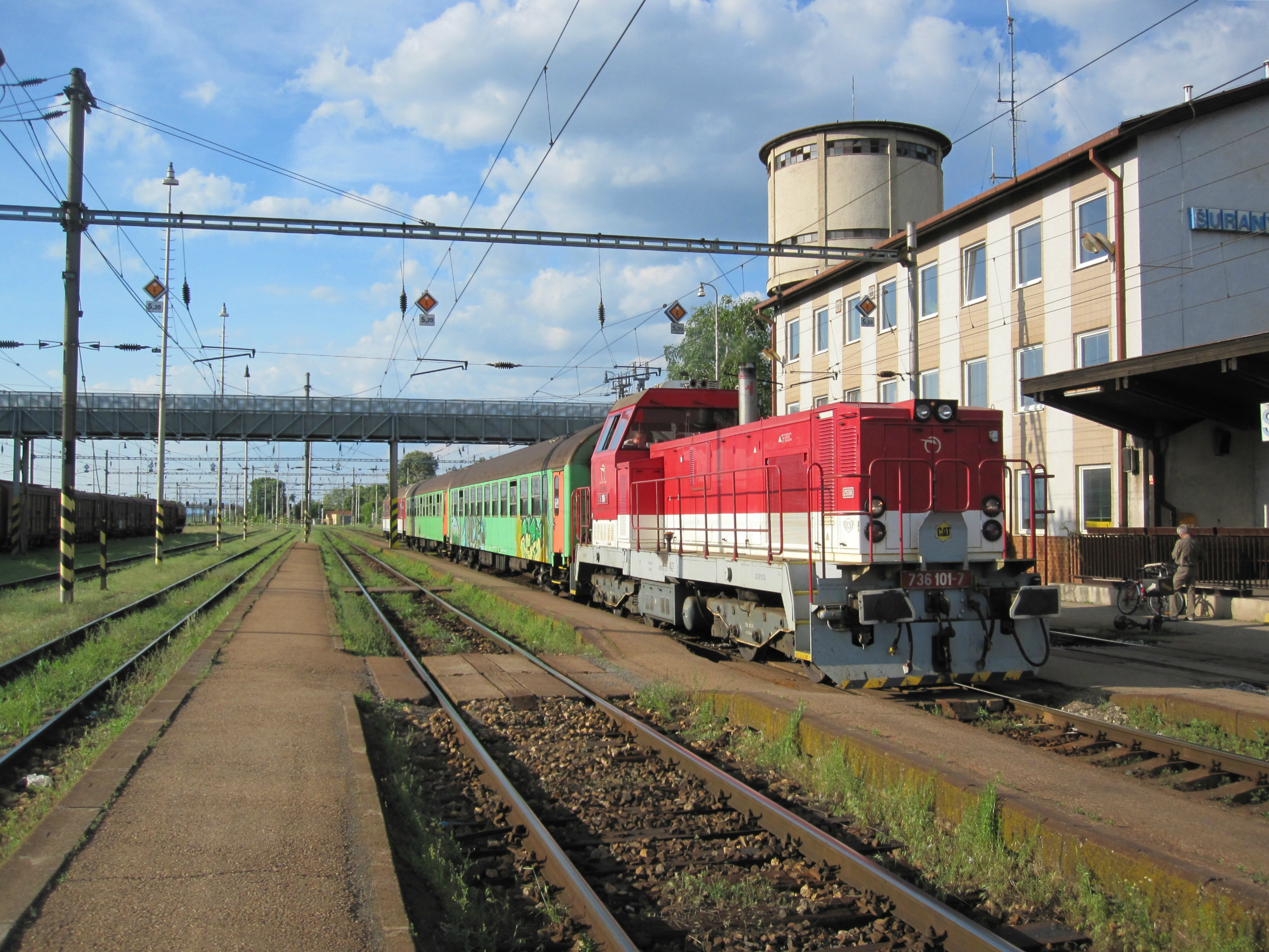
Bahnhof Šurany (2012)

Ab den 1930er Jahren setzten die ČSD im Reiseverkehr moderne Motorzüge ein, die sowohl eine Verdichtung des Fahrplanes als auch eine deutliche Fahrzeitverkürzung ermöglichten. Der Sommerfahrplan 1938 verzeichnete fünf Personenzugpaare zwischen Nové Zámky und Topoľčianky, die sämtlich als Motorzug geführt waren.
Nach dem Ersten Wiener Schiedsspruch kamen die mehrheitlich ungarisch besiedelten Gebiete der Tschechoslowakei und damit auch die Strecke im November 1938 wieder zu Ungarn. Betreiber waren nun wieder die MÁV. Nach dem Zweiten Weltkrieg kam die Strecke 1945 wieder vollständig zu den ČSD.
Der elektrische Eisenbahnbetrieb im Zuge der Fernverbindung Bratislava–Zvolen wurde am 23. Mai 1986 aufgenommen.
Am 1. Januar 1993 ging die Strecke in Folge der Dismembration der Tschechoslowakei an die neu gegründeten Železnice Slovenskej republiky (ŽSR) über.
Im Jahresfahrplan 2021 wird die Strecke in dichtem Takt von Personenzügen in den Relationen Nové Zámky–Prievidza, Nové Zámky–Zlaté Moravce und Nové Zámky–Zvolen os. st. bedient. Die Fahrzeit zwischen Nové Zámky und Šurany beträgt mit Verkehrshalt in Bánov elf Minuten.